# Ida Augusta Margareta Andersson
Ida Augusta Margareta Andersson (24 de noviembre de 1873-15 de abril de 1912) fue una pasajera de tercera clase del RMS Titanic que pereció en el hundimiento del transatlántico.

## Biografía
Nacida en Sventorp (condado de Skaraborg, Suecia), Ida era hija de Anders Johan, pequeño terrateniente, y Anna Greta Carlsson (nacida Andersdotter), quienes contrajeron matrimonio en 1852. Ida tenía siete hermanos: Johan Alfred (nacido el 3 de mayo de 1853), Anna Kristina Elisabet (nacida el 7 de noviembre de 1861), August Linus (nacido el 26 de noviembre de 1863), Hilda Maria (nacida el 3 de julio de 1868), Karl Oskar (nacido el 21 de julio de 1870), Hilma Susanna (nacida el 3 de noviembre de 1876) y Josef Timoteus (nacido el 21 de diciembre de 1878).
Ida viajó por primera vez a América el 26 de mayo de 1893, si bien regresó a Suecia en julio del año siguiente. Es probable que viajase a América por segunda vez, regresando nuevamente a su país natal. A finales de la década de 1890 (probablemente entre 1898 y 1899), Ida se encontraba trabajando como sirvienta en la casa del fotógrafo Karl Erik Ludvig Eriksson en Skövde, Småkand, mudándose el 25 de noviembre de 1910 a la granja Lagmansbro, en Vadsbro, Södermanland, donde trabajó como ama de llaves, puesto ocupado por al menos otras seis mujeres hacia 1911.
Hilda Maria había emigrado a Estados Unidos el 28 de octubre de 1887, donde contrajo matrimonio el 26 de agosto de 1890 con Axel Johnson en Manistee (Míchigan), muriendo tras dar a luz el 7 de marzo de 1909. Al momento de producirse su deceso, Hilda y su esposo se hallaban al cargo de sus siete hijos (incluyendo al recién nacido) y de los tres hijos del hermano mayor de Axel, Andrew. Se ha sugerido que la razón por la que Ida viajó en esta ocasión a Estados Unidos fue para cuidar de los diez niños, si bien los descendientes de la familia creen que Ida iba a contraer matrimonio con Axel, aunque al parecer Andrew también había mostrado interés en ella. No obstante, según el Gamla och nya hemlandet (periódico en idioma sueco publicado en Illinois): «Las razones para su decisión de buscar su fortuna en USA no se conocen».
Ida abordó el RMS Titanic en Southampton el 10 de abril de 1912 como pasajera de tercera clase con el billete número 347091. La noche del 14 del mismo mes el transatlántico impactó contra un iceberg, hundiéndose en las primeras horas de la madrugada del día siguiente. Ida pereció en el naufragio y su cuerpo nunca fue recuperado.
La Mansion House Fund pagó 874,08 coronas suecas (48 libras) a Greta Olsson y 924 coronas (50 libras) en concepto de daños a Johan Carlsson. Según una carta escrita por Ester, sobrina de Ida, la Astor Insurance, propiedad de John Jacob Astor IV (fallecido también en el naufragio), pagó un total de 300 dólares a cada uno de los hijos de Axel.